# Ralingen
Ralingen là một đô thị thuộc trong huyện Trier-Saarburg thuộc bang Rheinland-Pfalz, phía tây nước Đức. Đô thị này có diện tích 27,64 km², dân số thời điểm ngày 31 tháng 12 năm 2006 là 2045 người.